# Rotterdam
Rotterdam (phiên âm tiếng Việt: Rốt-tơ-đam; tiếng Hà Lan: [ˌrɔtərˈdɑm] ⓘ), thành phố ở Tây Nam Hà Lan, thành phố lớn nhất ở tỉnh Nam Hà Lan (Zuid-Holland), cảng lớn thứ hai thế giới, là một thành phố cảng gần Sông Maas, gần thành phố Den Haag. Được tuyên bố thành lập năm 1328, Rotterdam ngày nay là một trong những hải cảng lớn của thế giới. Rotterdam là trung tâm ngoại thương chính của Hà Lan cũng như quận Ruhr công nghiệp hoá cao độ của Đức, thành phố Rotterdam được trực tiếp nối với Sông Rhine có tầm quan trọng thương mại. Cảng Rotterdam lớn nhất châu Âu và lớn thứ nhất thế giới từ năm 1962 nhưng năm 2004 đã bị cảng tại Thượng Hải đoạt lấy danh hiệu này.
Một con kênh nước sâu với tên gọi Đường thủy mới được mở ra năm 1872, được tạo ra từ (1866-1890) cho phép tàu biển tải trọng lớn đi vào từ Biển Bắc. Con kênh này và sự mở mang thương mại đã tạo ra sự bùng nổ về phát triển kinh tế của thành phố cuối thế kỷ 19. Europoort, một khu bến cảng lớn tại phía Tây của con kênh đã được xây thập niên 1960 chủ yếu dành cho việc bốc dỡ và chứa dầu từ những tàu chở dầu lớn. Các cơ sở kinh tế khách như các nhà máy lọc dầu, các nhà máy đóng tàu, các nhà máy sản xuất hoá chất, kim loại, đường ăn tinh chế nằm ở bờ Nam của Sông Maas tại Rotterdam. Các mặt hành xuất khẩu bao gồm than đá, máy móc, sản phẩm sữa. Các mặt hành nhập khẩu chính có dầu mỏ, quặng và ngũ cốc.
Phần lớn thành phố và cảng cũ Rotterdam đã bị phá huỷ bởi bom oanh tạc trong Chiến tranh thế giới thứ hai (1939-1945), và thành phố hiện đại, có quy hoạch đã được xây dựng từ khi kết thúc chiến tranh. Khu vực trung tâm dân cư và thương mại chính của Rotterdam toạ lạc bên bờ Bắc của Sông Maas. Phía Tây của Coolsingel, đường phố lớn chính là một khu phố mua sắm rộng rãi với tên gọi Lijnbaan, chỉ mở cửa cho người đi bộ. Thành phố có Bảo tàng Boymans-van Beuningen (1847) nổi tiếng và Đại học Erasmus Rotterdam (1973), Vườn Động vật Blijdorp. Dân số năm 2003 là 599.651 người.

## Địa lý
'Rotterdam' được chia thành một phần phía bắc và một phần phía nam của sông Nieuwe Maas, nối liền bởi (từ tây sang đông): sông Beneluxtunnel; Maastunnel; Erasmusbrug ('Cầu Erasmus'); Một đường hầm tàu điện ngầm; Các Willemsspoortunnel ('Willems đường hầm đường sắt'); Cầu Willemsbrug ('cầu Willems'); Koninginnebrug ('Cầu Nữ hoàng'); Và Van Brienenoordbrug ('Cầu Van Brienenoord'). Cầu đường sắt De Hef cũ ('the Lift') được giữ nguyên như một đài tưởng niệm ở vị trí được dỡ bỏ giữa Noordereiland ('Đảo Bắc') và phía nam của Rotterdam.
Trung tâm thành phố nằm ở phía bắc của Nieuwe Maas, mặc dù sự phát triển đô thị gần đây đã mở rộng trung tâm đến các khu vực phía Nam Rotterdam gọi là De Kop van Zuid ('Đầu miền Nam', tức phía bắc của miền nam Rotterdam). Từ lõi nội địa của nó, Rotterdam tiếp cận biển Bắc bằng một vùng bao phủ chủ yếu là bến cảng.
Được xây dựng chủ yếu dưới đê, phần lớn của Rotterdam nằm dưới mực nước biển. Ví dụ: Prins Alexander Polder ở phía đông bắc Rotterdam kéo dài 6 mét (20 ft) dưới mực nước biển, hoặc thấp hơn Normaal Amsterdams Peil (NAP) hoặc 'Amsterdam Damage Datum'. Điểm thấp nhất ở Hà Lan (6,66 mét (22,2 ft) dưới NAP) nằm ngay phía đông Rotterdam, trong đô thị của Nieuwerkerk aan den IJssel.
Sông Rotte không còn trực tiếp vào Maze Maas. Kể từ đầu những năm 1980, khi việc xây dựng tuyến tàu điện ngầm thứ hai của Rotterdam đã can thiệp vào khóa học của Rotte, nước của nó đã được bơm qua đường ống dẫn vào Nieuwe Maas thông qua Boerengat.